# ليونارد سكوت
ليونارد سكوت (بالإنجليزية: Leonard Scott)‏ هو عداء سريع أمريكي، ولد في 19 يناير 1980 في زاكاري في الولايات المتحدة.

## وصلات خارجية
- ليونارد سكوت على موقع الاتحاد الدولي لألعاب القوى (الإنجليزية)